# Heliozona
Heliozona — рід лускокрилих комах Ведмедиці (Arctiidae).

## Поширення
Представники роду поширені на Філіппінах та Новій Гвінеї.

## Види
- Heliozona dulla (Pagenstecher, 1886)
- Heliozona lianga (Semper, 1899)